# اینگالاکتا
اینگالاکتا یک مکان باستانی ماندگار از اینکاها در مرکز بولیوی است. این مکان در دپارتمان کوچابامبا، استان کارراسکو، شهرداری پوکونا، تقریباً ۱۳۰ کیلومتری شرق کوچابامبا قرار دارد. این مکان اخیراً توسط لری کوبن کاوش شده است.او معتقد است که این مکان برای اجرای مناسبت تقویمی استفاده می‌شده است. این مجموعه شامل چندین سازه مهم مانند کالانکا می‌باشد. کالانکا بزرگ‌ترین تالار سقف‌دار در نیم‌کره غربی بوده و ابعاد آن ۷۸ در ۲۵ متر است. همچنین در این مجموعه یک اوشنو یا سکوی آئینی وجود دارد. تورئون اینکاللاقتا نیز در همین سایت قرار دارد. این سازه شش‌ضلعی که در سمت غربی مجموعه قرار دارد، احتمالاً دارای اهمیت تقویمی یا نجومی بوده است. در شمال مجموعه یک دیوار زیگزاگ قرار دارد که برای علامت‌گذاری و محافظت از این مکان ساخته شده است.